# Wiktoria Kiszkis
Wiktoria Kiszkis (født 14. juni 2003) er en kvindelig polsk fodboldspiller, der spiller som angriber for engelske West Ham United i FA Women's Super League.
Hun skrev i sommeren 2019, under med den engelske FA Women's Super League-klub West Ham United.
Hun nåede at spille 13 kampe og score 30 gange for Arsenals ungdomshold.